# مارگارت نایتون
مارگارت نایتون (انگلیسی: Margaret Knighton؛ زادهٔ ۱۴ فوریهٔ ۱۹۵۵) سوارکار اهل نیوزیلند است.